# لاوینگستون (ویرجینیا)
لاوینگستون (به انگلیسی: Lovingston) یک منطقهٔ مسکونی در ایالات متحده آمریکا است که در شهرستان نلسون، ویرجینیا واقع شده‌است. لاوینگستون ۱۰٫۴۴ کیلومتر مربع مساحت و ۵۲۰ نفر جمعیت دارد و ۲۴۹ متر بالاتر از سطح دریا واقع شده‌است.